# Sybe Kornelis Bakker
Sybe (of Sijbe) Kornelis Bakker (Wier (Friesland), 10 november 1875 - Zwolle, 2 januari 1918) was een Nederlands vrijzinnig christen-socialist en hervormd predikant. Christendom moest in zijn ogen antikapitalistisch zijn. Hij was ook propagandist voor de SDAP en geheelonthouding.

## Levensloop
Bakker was de zoon van Tjalling Bakker en Antje Gaarkeuken. Op 29 december 1898 trad hij in het huwelijk met Anna Henderika Hillegonda Germs. Hij kreeg 3 zonen met haar. Van 1908 tot 1918 zat hij in het bestuur van de Nederlandsche Protestantenbond. In 1915 richtte hij het Religieus-Socialistisch Verbond mee op. Ook in 1915 was hij lid van de redactie van het maandblad Het Nieuwe Leven.
In 1918 overleed hij op 42-jarige leeftijd en werd begraven op de Algemene Begraafplaats Meppelerstraatweg in Zwolle. Op zijn grafsteen staat een kruis op een rood vaandel als symbool voor zijn politieke en levensovertuiging. Hij werd als predikant van Zwolle opgevolgd door Gerardus Horreüs de Haas.

## Publicaties
- Naast het kruis de roode vaan (Amsterdam, 1907).
- De zedelijke betekenis van het socialisme (Rotterdam, 1907).
- Het onze Vader, zes preken (Zwolle 1915).
- Van het droeve blijde leven, gedachten van een christen-socialist (Rotterdam, 1907).
- Het christen-socialisme (Baarn, 1909).

## Afbeeldingen

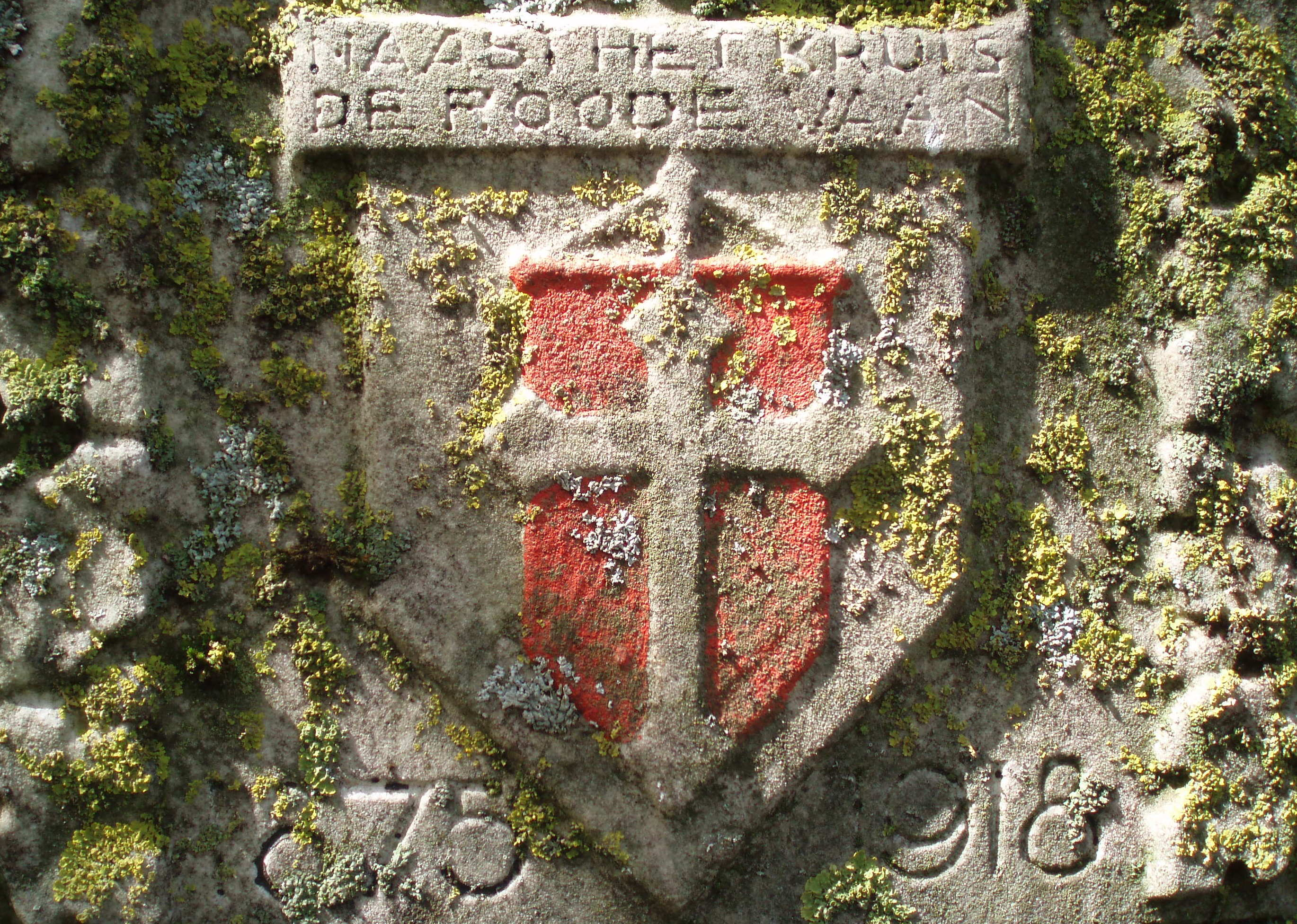
Detail van de grafsteen van Sybe Kornelis Bakker: Naast het kruis de roode vaan.
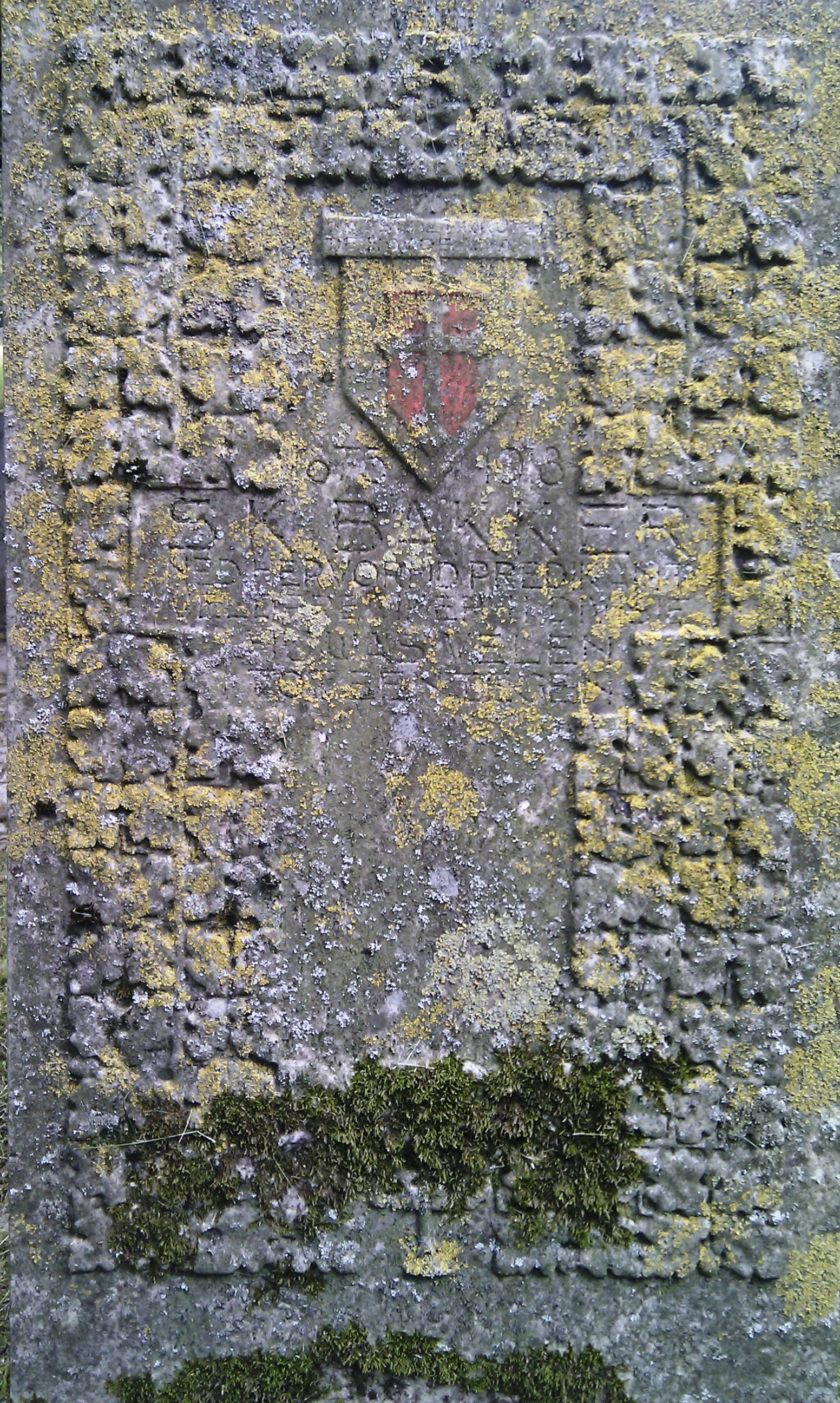
De volledige grafsteen

- Nederlandse Thesaurus van Auteursnamen: 068084285
- Virtual International Authority File: 288544631
- WorldCat: E39PBJmpgXdhpwdCxGPthtPRKd